# Kanton Centinela del Cóndor
Der Kanton Centinela del Cóndor (spanisch für „Wächter des Kondors“) befindet sich in der Provinz Zamora Chinchipe im Südosten von Ecuador. Er besitzt eine Fläche von 261,6 km². Im Jahr 2020 lag die Einwohnerzahl schätzungsweise bei 8310. Verwaltungssitz des Kantons ist die Ortschaft Zumbi mit 2233 Einwohnern (Stand 2010). Der Kanton Centinela del Cóndor wurde am 21. März 1995 eingerichtet.

## Lage
Der Kanton Centinela del Cóndor befindet sich nordzentral in der Provinz Zamora Chinchipe. Das Gebiet liegt in den östlichen Anden. Der Río Zamora durchquert den Westen des Kantons in nordöstlicher Richtung. Der Río Nangaritza bildet die östliche Kantonsgrenze. Die Fernstraße E45 führt entlang dem Río Zamora und passiert dabei den Hauptort Zumbi.
Der Kanton Centinela del Cóndor grenzt im Osten an den Kanton Paquisha, im Süden an den Kanton Nangaritza, im Westen an den Kanton Zamora sowie im Norden an den Kanton Yantzaza.

## Verwaltungsgliederung
Der Kanton Centinela del Cóndor ist in die Parroquia urbana („städtisches Kirchspiel“)
- Zumbi

und in die Parroquias rurales („ländliches Kirchspiel“)
- Panguintza
- Triunfo Dorado

gegliedert.